# Associação Desportiva de Grijó
La Associação Desportiva de Grijó, conocido como AD Grijó, es un equipo de fútbol de Portugal que juega en la III Divisão, la cuarta liga de fútbol más importante del país.

## Historia
Fue fundado en el año 1960 en la ciudad de Grijó, Vila Nova de Gaia en el distrito de Oporto. y ha participado en la Taça de Portugal en pocas ocasiones.

## Estadio
La Associação Desportiva de Grijó juega sus partidos de local en el Estádio Municipal de Grijó en Grijó, Vila Nova de Gaia con capacidad para apenas 460 espectadores.

## Palmarés
- Primera División de Porto: 1

2007/08